# حامد رضا فتحي
حامد رضا فتحي (23 سبتمبر 1980 بإيران - ) هو لاعب كرة قدم إيراني في مركز الدفاع. لعب مع نادي باس همدان ونادي بيكان ونادي كهر دورود لرستان ونادي نفط طهران ونادي مس رفسنجان ونادي إيران جوان ‏.

## وصلات خارجية
- حامد رضا فتحي على موقع قاعدة بيانات كرة القدم.إي يو (الإنجليزية)